# Hayashima
Hayashima (jap. 早島町 Hayashima-chō) – miasto w Japonii, na wyspie Honsiu, w prefekturze Okayama. Według danych na rok 2020 miejscowość zamieszkiwało 12 368 mieszkańców , a gęstość zaludnienia wyniosła 1623,1 os./km².